# Homoneura nigra
Homoneura nigra är en tvåvingeart som beskrevs av Kim 1994. Homoneura nigra ingår i släktet Homoneura och familjen lövflugor. Inga underarter finns listade i Catalogue of Life.